# Slowenische Meisterschaften im Biathlon 2009
Die Slowenischen Meisterschaften im Biathlon 2009 fanden vom 28. Februar bis zum 1. März des Jahres in Pokljuka für Frauen und Männer in einem Sprint- sowie in einem Massenstart-Wettbewerb statt. Bei den Frauen wurde Lili Drčar, bei den Männern Klemen Bauer Doppelmeister.

## Frauen

### Sprint
| Platz | Starter        | Verein | Zeit | Schießfehler |
| ----- | -------------- | ------ | ---- | ------------ |
| 1     | Lili Drčar     |        |      |              |
| 2     | Katja Balantic |        |      |              |
| 3     | Nastja Ravšelj |        |      |              |
| 4     | Neža Lustrik   |        |      |              |

Datum: 28. Februar 2009

### Verfolgung
| Platz | Starter        | Verein | Zeit | Schießfehler |
| ----- | -------------- | ------ | ---- | ------------ |
| 1     | Lili Drčar     |        |      |              |
| 2     | Nastja Ravšelj |        |      |              |
| 3     | Neža Lustrik   |        |      |              |

Datum: 1. März 2009

## Männer

### Sprint
| Platz | Starter      | Verein                | Zeit | Schießfehler |
| ----- | ------------ | --------------------- | ---- | ------------ |
| 1     | Klemen Bauer | SK Ihan               |      |              |
| 2     | Vasja Rupnik | TSK Valkarton Logatec |      |              |
| 3     | Gregor Brvar | SK Brdo               |      |              |
|       | Janez Marič  | SK Bled               |      |              |
| 5     | Matej Kordez |                       |      |              |
| 6     | Jože Mehle   | SK Brdo               |      |              |

Datum: 28. Februar 2009

### Verfolgung
| Platz | Starter      | Verein                | Zeit | Schießfehler |
| ----- | ------------ | --------------------- | ---- | ------------ |
| 1     | Klemen Bauer | SK Ihan               |      |              |
| 2     | Vasja Rupnik | TSK Valkarton Logatec |      |              |
| 3     | Peter Dokl   | SK Ihan               |      |              |
| 4     | Jože Mehle   | SK Brdo               |      |              |
| 5     | Matej Kordez |                       |      |              |
| 6     | Vid Vončina  |                       |      |              |

Datum: 1. März 2009